# Takumi Nakamura
Pour les articles homonymes, voir Nakamura.
Takumi Nakamura (中村 拓海, Nakamura Takumi), né le 16 mars 2001 à Ōita au Japon, est un footballeur japonais. Il évolue au poste d'arrière droit au Cerezo Osaka.

## Biographie

### En club
Né à Ōita au Japon, Takumi Nakamura est issu de l'académie Higashi Fukuoka, où il se démarque et intéresse plusieurs équipes de première division japonaise. Takumi Nakamura rejoint le FC Tokyo en 2019, le transfert est annoncé en novembre 2018. 
Il joue son premier match en professionnel le 6 mars 2019, à l'occasion d'une rencontre de coupe de la Ligue japonaise face au Kashiwa Reysol. Il est titularisé au poste d'arrière droit et joue l'intégralité de ce match perdu par son équipe (2-1 score final).
En janvier 2022, Takumi Nakamura rejoint le Yokohama FC. Le transfert est annoncé le 29 décembre 2021.

### En équipe nationale
Takumi Nakamura compte trois sélections avec l'équipe du Japon des moins de 18 ans, dont deux titularisations. Il les obtient toutes en 2018.